# Дорсет (окръг, Южна Каролина)
Окръг Дорсет (на английски: Dorchester County) е окръг в щата Южна Каролина, Съединени американски щати. Площта му е 1494 km², а населението – 161 540 души (1 април 2020). Административен център е град Сейнт Джордж.